# Peter-Jakob Kelting
Peter-Jakob Kelting (* 27. März 1959 in Neuenbrook) ist ein deutscher Dramaturg.

## Biografie
Kelting studierte Literaturwissenschaft, Linguistik, Geschichte und Soziologie an der Universität Hamburg. Später arbeitete er als Dramaturg an der Landesbühne Niedersachsen Nord und in Lübeck. 1994 wurde er künstlerischer Leiter des Jungen Theaters in Konstanz. Von 1997 bis 2002 leitete er das Theater an der Winkelwiese in Zürich. 2006 bis 2008 war Kelting als Geschäftsführender Schauspieldramaturg am Theater Basel tätig. Seit 2011 leitet er das Theater Tuchlaube / Bühne Aarau in Aarau. Seit 2024 arbeitet er als freischaffender Autor und Projektleiter.
Für sein Hörspiel Der letzte Henker wurde Kelting 2001 von der Stiftung Radio Basel mit dem Hörspielpreis ausgezeichnet.

## Werke (Auswahl)
- Mondfieber, nach Ein Sommernachtstraum von William Shakespeare (1994)
- Der letzte Henker (Ensembleprojekt, 2001)
- Zug um Zug – Budapest 1944 (2003)
- Interniert in Schweizer Flüchtlingslagern (Herausgeber, 2011)